# Lada Priora
O Lada Priora é um automóvel de segmento C produzido pela montadora russa AvtoVAZ desde março de 2007. É em grande parte um Lada 110 reestilizado e modernizado e o substituiu em 2009. Em 16 de maio de 2012, 590.000 Priora foram produzidos. A partir do ano modelo 2016, o Priora não esteve disponível para mercado de exportação e foi substituído pelo Lada Vesta (mas ainda esteve disponível no mercado interno).
16 de julho de 2018 apareceu na rede uma foto da última carroceria do LADA Priora na oficina de soldagem da fábrica de automóveis, decorada com balões coloridos e coberta com um pôster com a inscrição "Последний!" ("Último!"). A foto foi tirada no dia 13 de julho por volta das 14h (no pôster da foto há outra data - 11 de julho). O modelo ainda foi montado com carrocerias previamente soldadas, inclusive nos últimos dias. Em 17 de julho de 2018, a AutoVAZ confirmou a cessação da produção do Priora em comunicado oficial.

## Estilos de carroceria
- VAZ-2170: sedã básico (lançado em março de 2007);
- VAZ-2171 Universal: perua (lançado em maio de 2009);
- VAZ-2172: hatchback de 5 portas (lançado em fevereiro de 2008);
- VAZ-2172 Coupé: hatchback de 3 portas, baseado no hatchback de 5 portas (produção limitada, lançado em 18 de janeiro de 2010);
- VAZ-21708 Priora Premier: versão de longa distância entre eixos do sedã, produção em pequena escala com 175 mm extras pelo parceiro da AvtoVAZ, ZAO Super-Avto. Equipado com motor VAZ-21128 de 1,8 litros e 120 cv (produção em baixo volume, lançado no outono de 2008)

Em junho de 2011, a AvtoVAZ anunciou que em breve oferecerá uma versão com motor de 90 cv, o peso será reduzido em 39% em relação ao motor básico de 98 cv. O motor será mais duradouro com até 200.000 km de quilometragem.
Em agosto de 2011 foi anunciada uma nova versão denominada Lada Priora CNG. É movido a gasolina e gás natural veicular (GNV). A capacidade do tanque de combustível também é de 43 litros e dos quatro tanques de gasolina de 96 litros. A autonomia com gasolina é de 580 km e 330 km com GNV.
Em 22 de maio de 2018, a AvtoVAZ anunciou o há muito rumores do fim da produção do sedã Priora em julho de 2018; o hatchback e a perua já haviam encerrado a produção no final de 2015, já que o sedã representava mais de 80% do mix de vendas.
No entanto, conforme informou a "Avtosreda", a assessoria de imprensa da AVTOVAZ, as decisões específicas sobre esta questão ainda estão pendentes. "Um modelo de demanda, sua produção continua" - assim disse a "Avtosreda", a assessoria de imprensa da empresa.

## Galeria

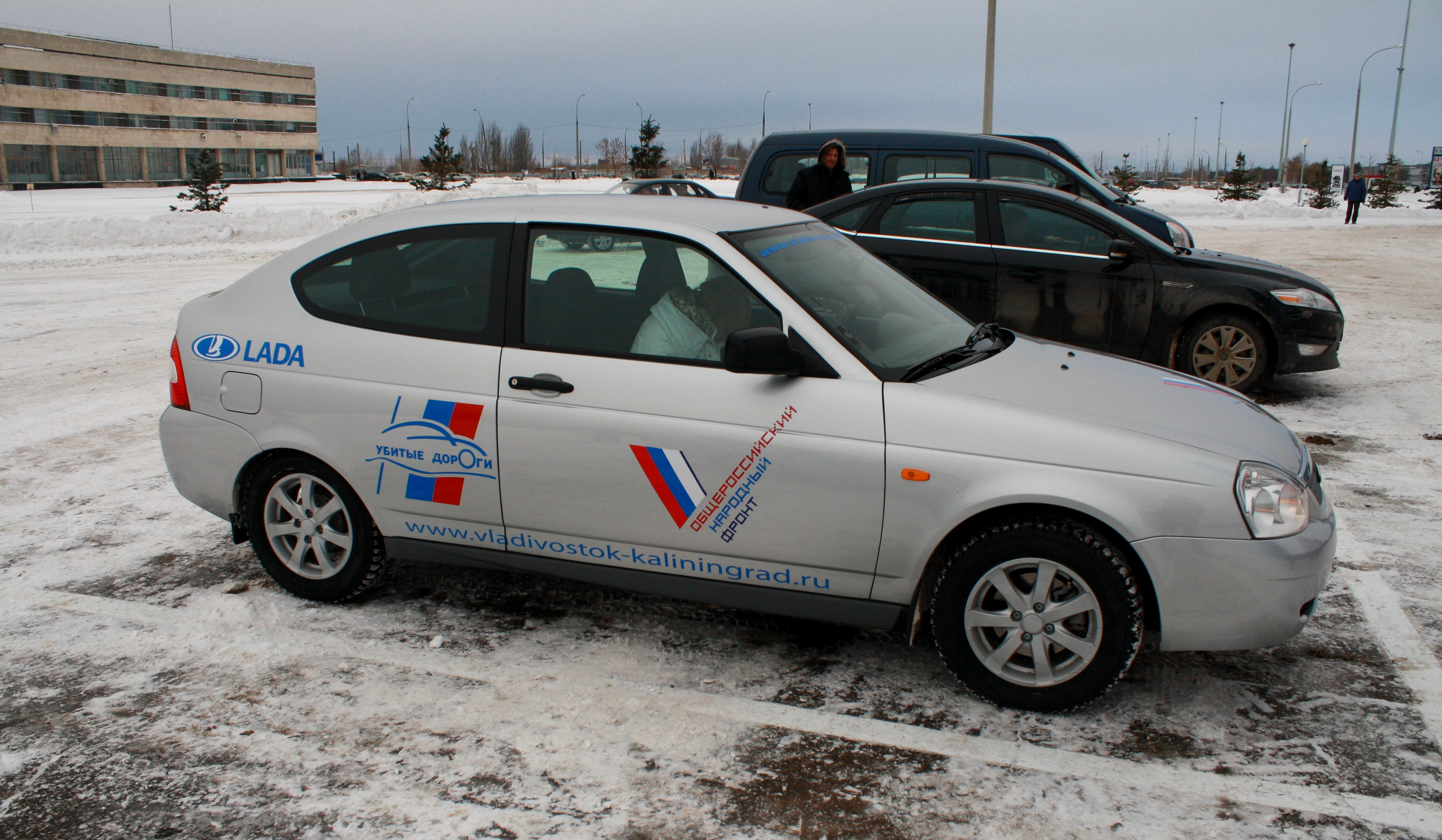
Lada Priora Coupé
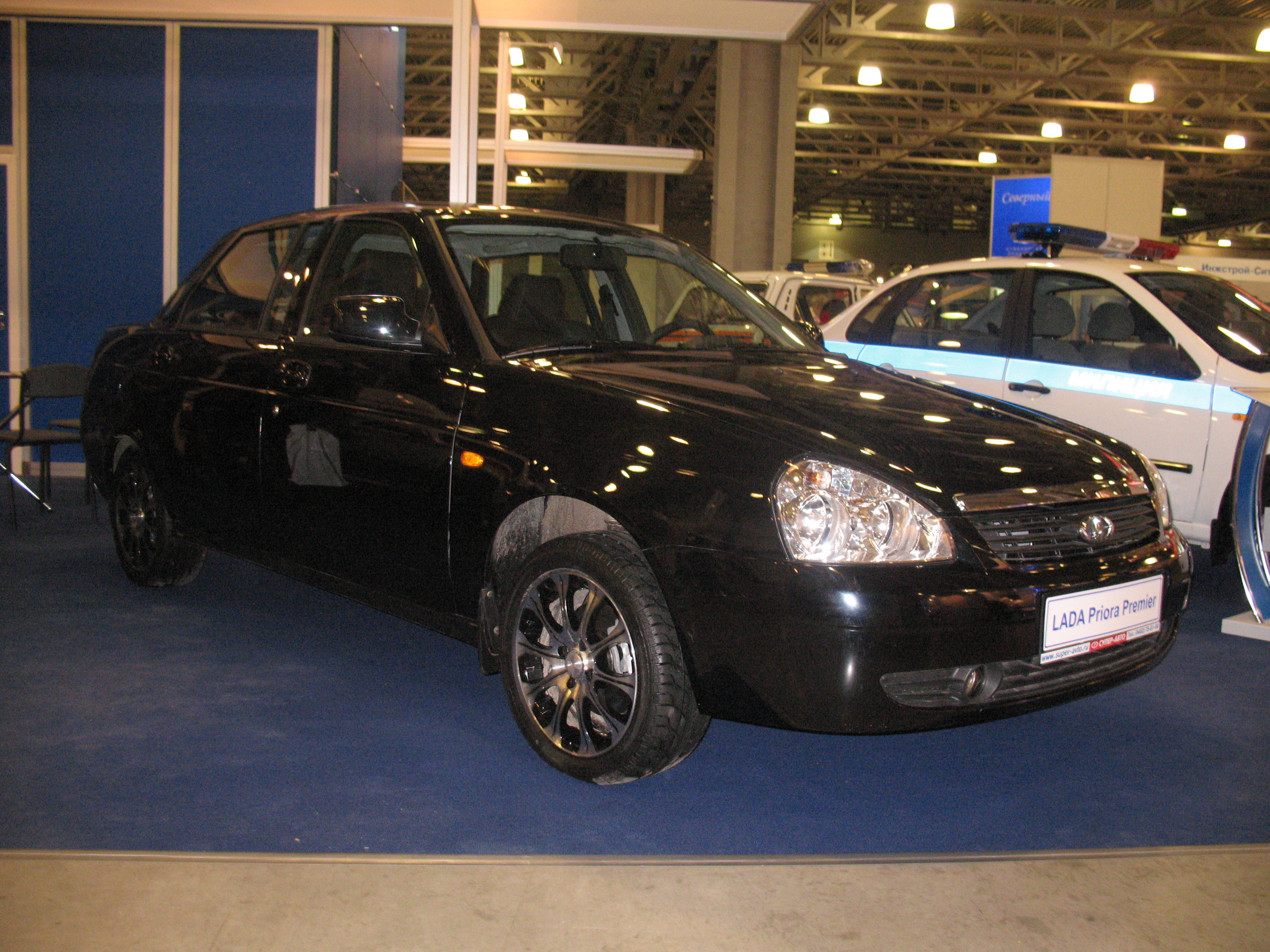
Lada Priora Premier
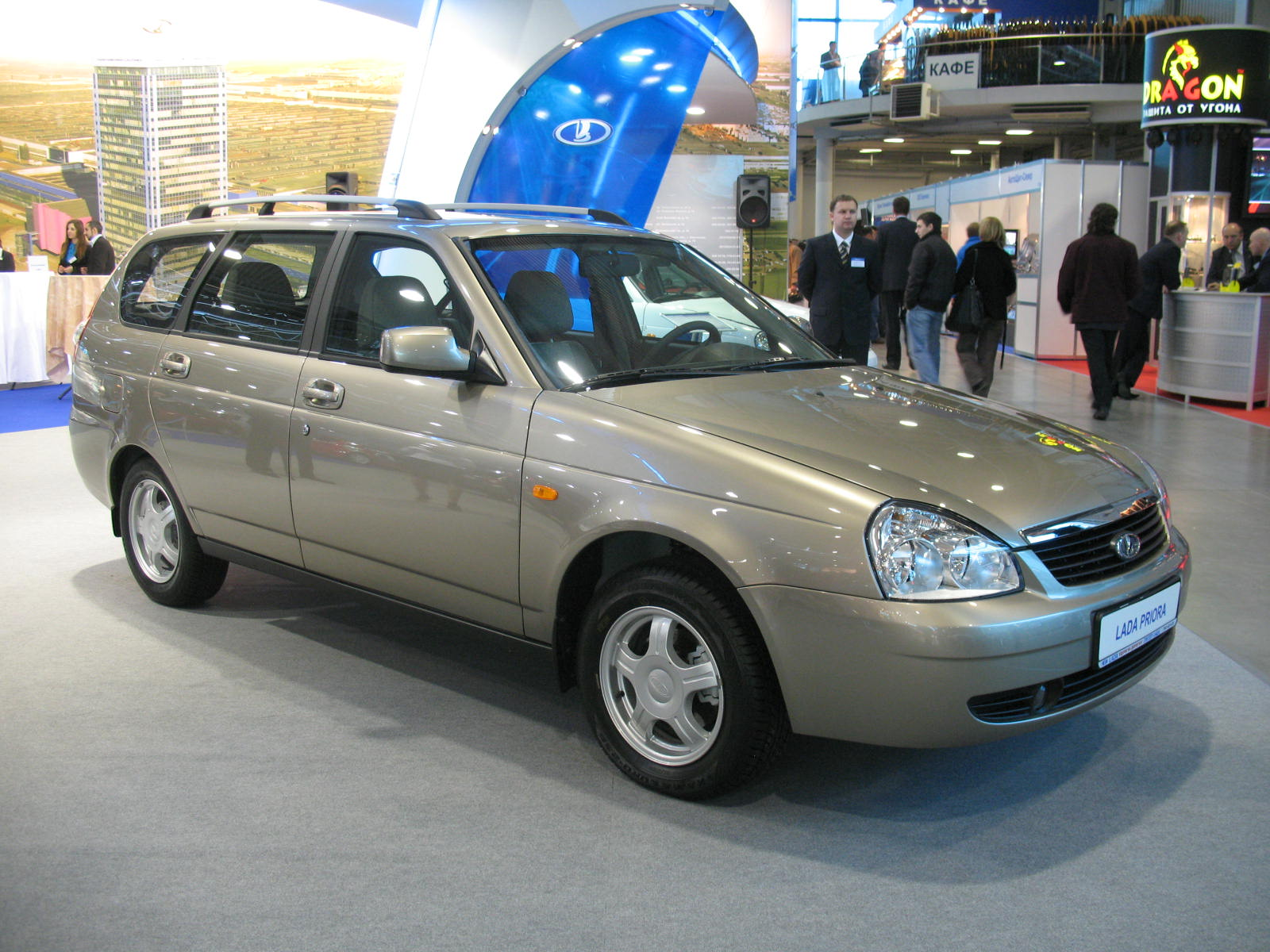
Lada Priora Universal
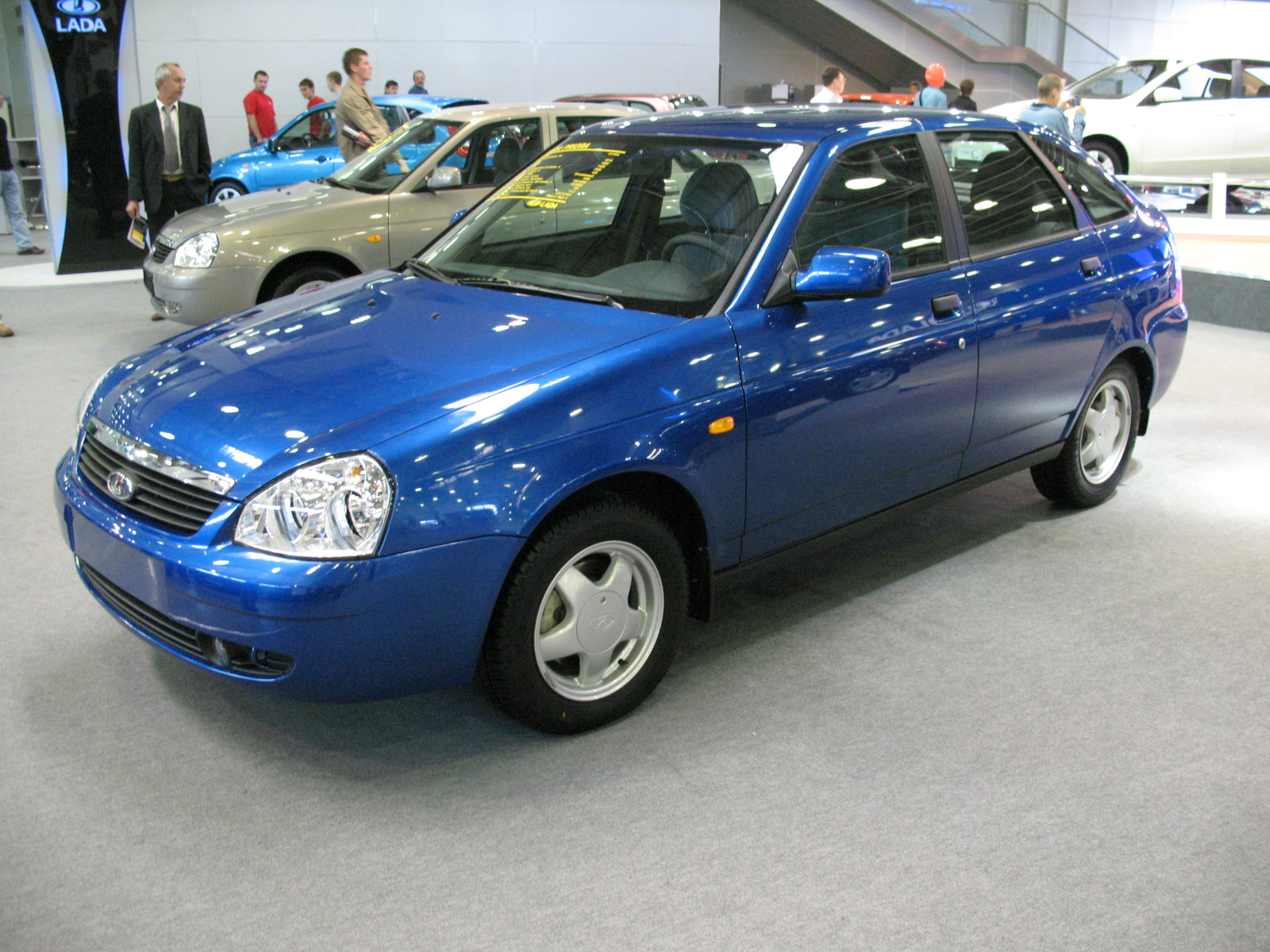
Lada Priora 2172
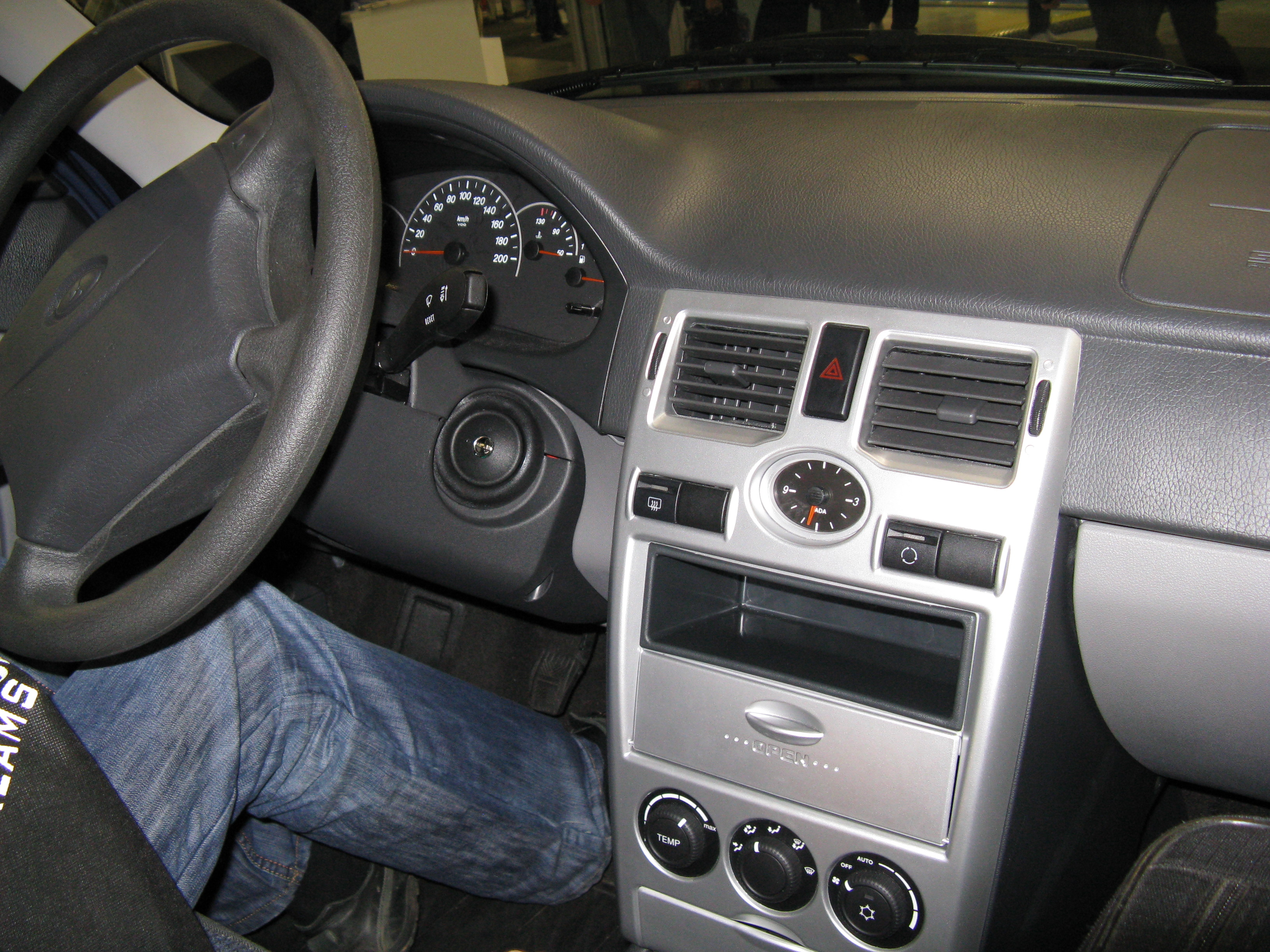
Interior 2007 / padrão, completo
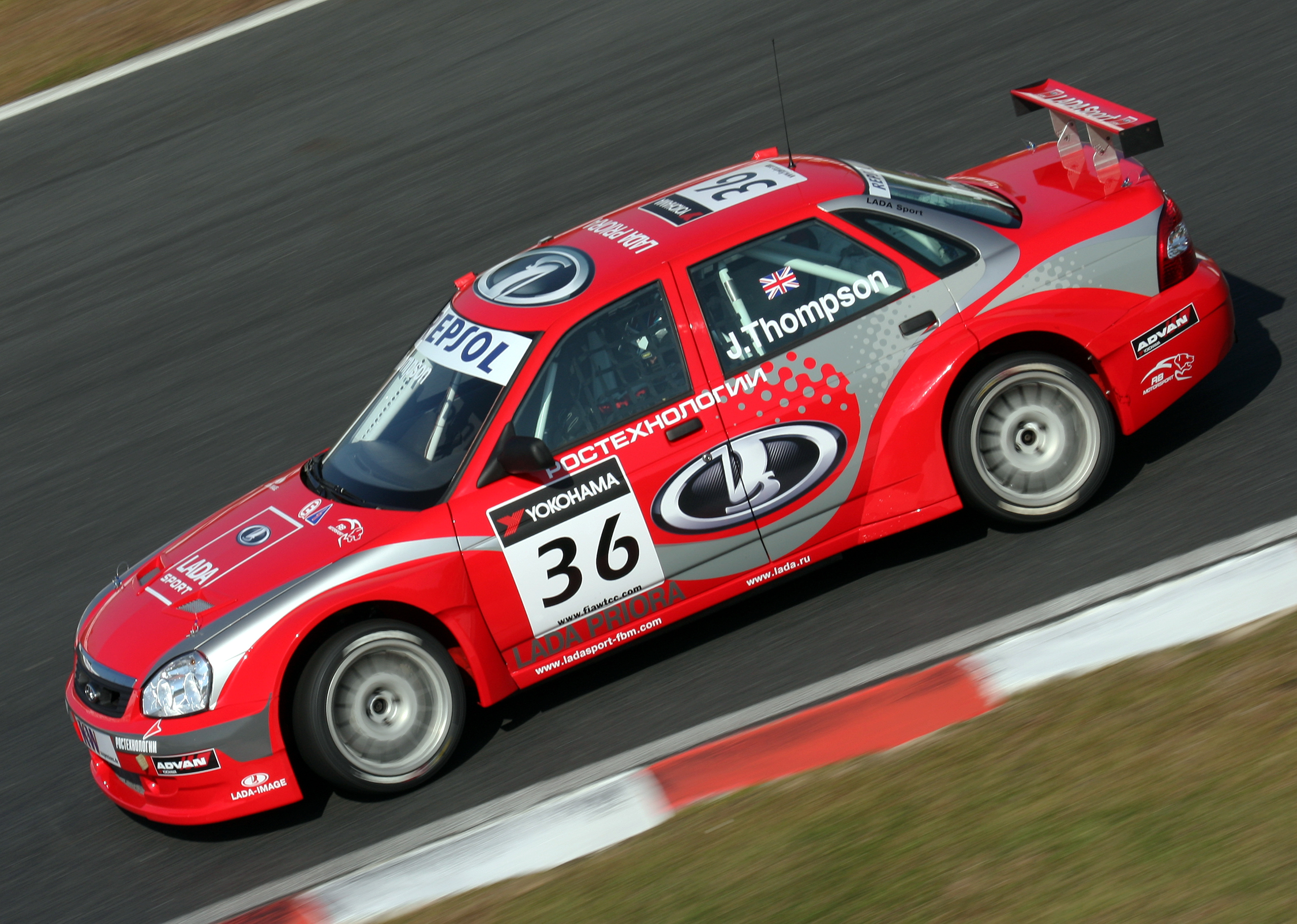
James Thompson dirigindo um Priora da Lada Sport durante a temporada do Campeonato Mundial de Carros de Turismo de 2009